# Boris Alexandrowitsch Alexandrow

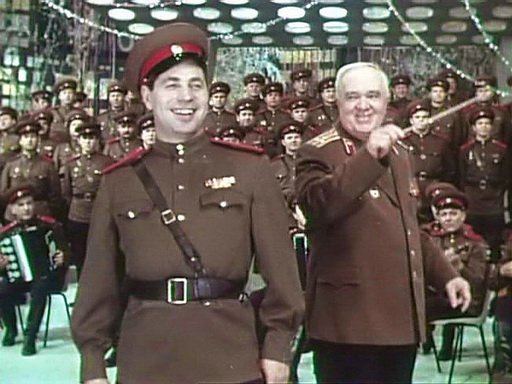
Boris Alexandrow (rechts) zusammen mit Leonid Charitonow und dem Alexandrow-Ensemble (1969).

Boris Alexandrowitsch Alexandrow (russisch Борис Александрович Александров; * 4. August 1905 in Bologoje im Gouvernement Nowgorod, Russisches Kaiserreich; † 17. Juni 1994 in Moskau, Russland) war ein sowjetischer Komponist und Chorleiter. Er war der Sohn von Alexander Alexandrow und dessen Nachfolger als langjähriger Leiter des Alexandrow-Ensembles.

## Leben

### Beginn der Musikerkarriere
Boris Alexandrow begann durch seinen Vater Alexander Alexandrow schon früh eine musikalische Ausbildung, er hatte Klavierstunden und sang im Chor seines Vaters. Er spiele die Bratsche und sang seit 1918 im Kinderchor des Bolschoi-Theaters, wo er zusammen mit Sängern wie Fjodor Schaljapin auftrat. 1929 absolvierte er das Moskauer Konservatorium, wo er seit 1923 Schüler von Reinhold Glière war. Von 1930 bis 1937 war er Dirigent und Leiter der musikalischen Abteilung des Theaters der Roten Armee. Ab 1937 war er Dirigent und stellvertretender künstlerischer Leiter im Ensemble seines Vaters, dem Gesangs- und Tanzensemble der Roten Armee (bekannter im Westen als der Chor der Roten Armee). Zwischen 1933 und 1941 war er auch als assistierender Professor am Moskauer Konservatorium tätig.

### Zweiter Weltkrieg
Im Zweiten Weltkrieg trat das Alexandrow-Ensemble mehr als 1500 Mal vor Einheiten der Roten Armee auf, wobei Boris Alexandrow dieses teilweise selbst dirigierte. Das Ensemble sollte so die Moral und den Kampfeswillen der Soldaten stärken. Aufgrund der gesundheitlichen Probleme seines Vaters musste Alexandrow selbst teilweise die Leitung und Organisation des Ensembles übernehmen.

### Leiter des Alexandrow-Ensembles
Nach dem Tod seines Vaters 1946 übernahm Boris Alexandrow die Leitung des Ensembles. Der wichtigste Auftritt von Alexandrow in seiner frühen Phase als Leiter des Ensembles war das Konzert auf dem Gendarmenmarkt in Berlin im August 1948.
Im Oktober 1961 dirigierte Alexandrow in Kuba das Ensemble bei einem Freundschaftskonzert. Fidel Castro, Che Guevara und Osvaldo Dorticós zählten zu den Zuschauern. Bei einem persönlichen Zusammentreffen nach dem Konzert zwischen Castro und Alexandrow tauschten die beiden ihre Mützen als Zeichen der Freundschaft und Solidarität.
Eine Besonderheit an Alexandrows Leitungsstil des Alexandrow-Ensembles war, dass es auch in der Lage war, ohne Dirigent selbstständig die Show weiterzuführen. So übergab Boris Alexandrow teilweise die Leitung einem Solisten des Ensembles, während er selbst von der Bühne ging.
Er leitete das Ensemble bis zum Februar 1987, für insgesamt 41 Jahre in Folge, länger als jeder andere Leiter des Ensembles.

### Letzte Lebensjahre
Im Februar 1987, im Alter von 81 Jahren, ging Alexandrow in den Ruhestand, sein Nachfolger wurde Igor Germanowitsch Agafonnikow.
Kurz vor seinem Tod wurde Alexandrow von ehemaligen Solisten des Ensembles besucht. Leonid Charitonow, Alexei Sergejew, Iwan Bukrejew und Arthur Eisen trafen sich zum letzten Mal mit Alexandrow. Nur kurze Zeit später verstarb er.
Boris Alexandrow liegt auf dem Nowodewitschi-Friedhof in Moskau begraben.

## Werke
Boris Alexandrow komponierte eine Vielzahl von Liedern, die sich bis heute in Russland großer Beliebtheit erfreuen und oft bei offiziellen Veranstaltungen, wie der Siegesparade am 9. Mai, zu hören sind.
Bekannte Lieder:
- „Lang lebe unser Staat“ (Да здравствует наша держава)
- „Dort gingen die Soldaten“ (Шли солдаты…)[8]
- „Das Lied über Russland“ (Песня о России)[9]
- „Rote Armee – Sowjetische Armee“ (Красная Армия – Советская Армия)[10]
- „Lied der Vereinigten Armeen“ (Песня объединённых армий)[11]
- „Lied der Waffenbrüderschaft“ (Песня Боевого Содружества)[12]

## Auszeichnungen
Im Laufe seiner Karriere wurde Boris Alexandrow mit vielen Titeln und Preisen geehrt.
- Held der sozialistischen Arbeit (1975)
- Leninorden (1949, 1967, 1975)
- Orden der Oktoberrevolution (1985)
- Orden des Großen Vaterländischen Krieges, 2. Klasse (1985)
- Orden des Roten Banners der Arbeit (1964)
- Orden „Für den Dienst am Vaterland in den Streitkräften der UdSSR“, 3. Klasse (1982)

Medaillen:
- Medaille „Für Verdienste im Kampf“ (1953)
- Medaille „Für hervorragende Arbeit“ (1939)
- Medaille „Für die Verteidigung Moskaus“
- Medaille „Sieg über Deutschland“
- Medaille „Für heldenmütige Arbeit im Großen Vaterländischen Krieg 1941–1945“
- Medaille „Veteran der Streitkräfte der UdSSR“
- Medaille „Für die Erschließung von Neuland“
- Medaille „Für einwandfreien Dienst“

Ehrenauszeichnungen und Preise:
- Volkskünstler der UdSSR (1958)
- Volkskünstler der RSFSR (1948)
- Verdienter Künstler der RSFSR (1944)
- Stalinpreis (1950)
- Leninpreis (1978)

Ausländische Auszeichnungen:
- Orden „9. September 1944“, 1. Klasse (Bulgarien)
- Orden des Roten Banners (Mongolei, 1964)[13]